# SU St. Martin
Die Sportunion St. Martin im Mühlkreis Fußball, kurz SU St. Martin, ist ein Fußballverein aus der oberösterreichischen Marktgemeinde St. Martin im Mühlkreis. Der Verein gehört dem Oberösterreichischen Fußballverband (OFV) an und spielt seit der Saison 2018/19 in der OÖ Liga, der vierthöchsten Spielklasse.

## Geschichte
Die SU St. Martin wurde im Jahre 1966 gegründet. In den ersten Jahren nach der Vereinsgründung spielte St. Martin in den tiefen des oberösterreichischen Amateurbetriebs. In der Saison 1981/82 gelang dem Verein mit dem Meistertitel in der 1. Klasse Nord der erstmalige Aufstieg in die Bezirksliga. In dieser hielt sich der Klub sechs Jahre, ehe man am Ende der Saison 1987/88 wieder in die 1. Klasse abstieg. 1992 folgte dann gar der Abstieg in die 2. Klasse. St. Martin benötige fünf Jahre, ehe der Wiederaufstieg in die 1. Klasse gelang. Am Ende der Saison 1997/98 stieg der Verein jedoch direkt wieder zurück in die 2. Klasse ab. Nach erneut fünf Jahren in der niedrigsten Spielklasse stieg die SU am Ende der Saison 2002/03 als Meister wieder in die 1. Klasse auf. In der Saison 2004/05 wurde der Klub dann auch wieder Meister in der 1. Klasse Nord und kehrte somit nach 17 Jahren in die Bezirksliga zurück.
In der Bezirksliga war St. Martin in den folgenden Jahren stets in den vorderen Tabellenrängen vorzufinden, ehe in der Saison 2008/09 mit dem Meistertitel in der Gruppe Nord gar der erstmalige Aufstieg in die fünftklassige Landesliga gelang. In der Landesliga klassierte sich der Verein in den ersten drei Jahre immer im Niemandsland der Tabelle, ehe der Klub in der Saison 2012/13 mit dem Meistertitel in der Landesliga Ost den erstmaligen Aufstieg in die OÖ Liga fixierte. Die Debütsaison 2013/14 beendete St. Martin als Elfter. In der Saison 2014/15 entging der Verein als 14. knapp dem Abstieg. In der Saison 2015/16 wurde St. Martin Fünfter und stellte damit deutlich das beste Endergebnis der Vereinsgeschichte auf. Auf die Spitzensaison folgte jedoch 2016/17 eine Horrorsaison, in der St. Martin als abgeschlagener Tabellenletzter – auf das rettende Ufer fehlten 19 Punkte – nach vier Saisonen wieder in die Landesliga abstieg.
In der Saison 2017/18 gelang St. Martin als Vizemeister hinter der SPG Pregarten aber der direkte Wiederaufstieg in die OÖ Liga. In der Saison 2018/19 wurde St. Martin 14. und entging erst durch einen Sieg am letzten Spieltag und gleichzeitige Schützenhilfe des SC Marchtrenk gegen den SV Gmunden dem Abstieg. Die Saison 2019/20 wurde nach der Hinrunde COVID-bedingt abgebrochen, St. Martin befand sich zu jenem Zeitpunkt auf Rang neun. Auch die folgende Spielzeit wurde abgebrochen, diesmal war St. Martin nach 13 Partien als Tabellenerster sogar auf Meisterkurs. Die wieder vollständig gespielte Saison 2021/22 beendete der Verein auf Rang drei und toppte damit noch einmal das Endergebnis der Saison 2015/16. Zusätzlich dazu gewann St. Martin erstmals den Landescup und qualifiziert sich so auch erstmals für den ÖFB-Cup in der darauffolgenden Spielzeit. Als ersten Gegner bekamen die Oberösterreicher den Regionalligisten Union Gurten zugelost.